# Lombard Street
Lombard Street is een oost-weststraat in San Francisco, Californië. De straat staat bekend als de meest bochtige straat van de wereld, hoewel dit slechts een klein stukje van de gehele straat betreft. Dat stuk is slechts één huizenblok lang, maar telt acht scherpe haarspeldbochten. Dit bochtige stuk van Lombard Street loopt over Russian Hill, waar de meeste motels van San Francisco staan. Achter Lombard Street ligt Chestnut Street waar veel restaurants gevestigd zijn.

## Wegbeschrijving
Lombard Street begint in het Presidio en loopt van daar oostwaarts door de Cow Hollow buurt. Twaalf huizenblokken lang, tussen de kruisingen met Brodrick Street en Van Ness Avenue, is de straat onderdeel van de drukke hoofdverbinding bekend als U.S. Route 101. Lombard Street loopt dan over Russian Hill, gaat over in Telegraph Hill Boulevard die om/over Telegraph Hill heen loopt, en wordt vervolgens weer Lombard Street. Uiteindelijk eindigt Lombard Street op de kruising met de Embarcadero.

## Haarspeldbochten
Met zijn acht scherpe bochten heeft de straat de bijnaam gekregen van de meest kromme en bochtige straat in heel Amerika. De Powell-Hyde kabeltramlijn rijdt langs de top van Lombard Street. Het bochtige ontwerp is het eerst voorgesteld door de eigenaar van het stuk grond, Carl Henry, en gerealiseerd in 1922. Het is eigenlijk ontstaan uit de noodzaak om de natuurlijke helling van 27 graden te overbruggen, daar deze te steil was om er met voertuigen te rijden.
Op het bochtige stuk van Lombard Street is enkel eenrichtingsverkeer toegelaten, in oostelijke (heuvelafwaartse) richting. De zigzagformatie werd in 1923 gebouwd.
In 1999 werd een studiebureau opgericht om de verkeersproblemen op te lossen in de buurt van de bochtige sectie van Lombard Street. In 2001 kwam men tot de conclusie dat het niet wettelijk mogelijk was om het straatblok permanent af te sluiten voor al het verkeer. In plaats daarvan kwam er gedurende de zomerperiodes een parkeerverbod in de buurt, om zo de grote verkeerstoename gedurende de vakantieperiodes uit de buurt te bannen. Wie er toch parkeert kan rekenen op een boete. Het studiebureau stelde ook voor om minibussen in te zetten voor de toeristen die aan sightseeing willen doen bij het beroemde huizenblok, hoewel de bewoners van de buurt vonden dat een van de attracties nu juist is om in de bochtige straat met de auto te rijden.

## Tol en reservering
In 2019 is een wetsvoorstel aangenomen waardoor het mogelijk gemaakt is om tol te heffen voor Lombard Street. De autoriteiten stellen $ 5 per auto op weekdagen en $ 10 tijdens het weekend en op feestdagen voor. Naast tol is het de autoriteiten ook toegestaan om een reserveringssysteem te gaan starten. Hierdoor zal je in de toekomst mogelijk een datum en tijd moeten reserveren voor je ritje over Lombard Street.

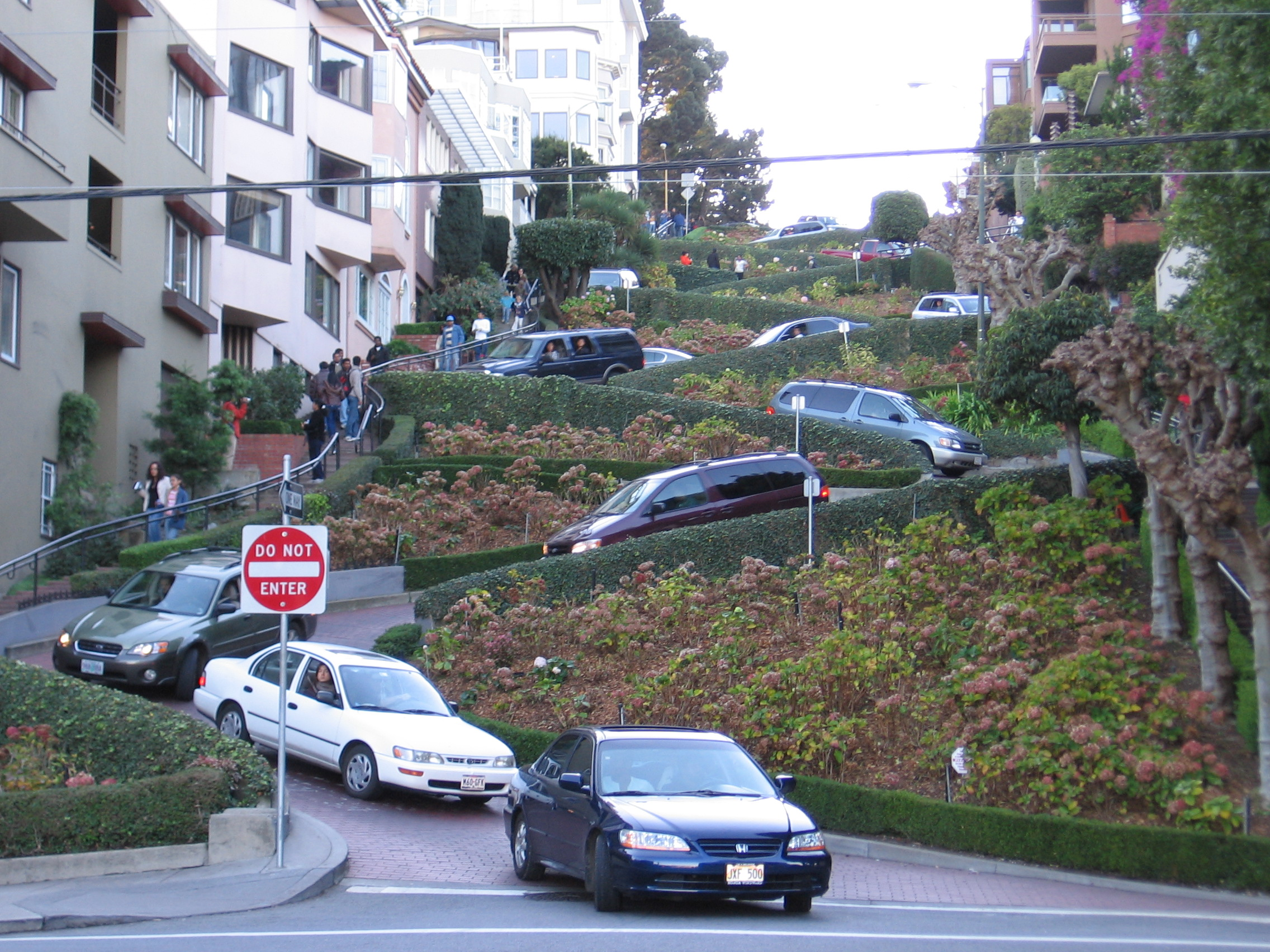
Lombard Street eenrichtingsverkeer